# Trần Xuân Hà
Trần Xuân Hà sinh ngày 20 tháng 11 năm 1961 tại Quỳnh Lưu, Nghệ An từng là Thứ trưởng Bộ Tài chính.  Ông được bổ nhiệm làm Thứ trưởng Bộ Tài chính theo Quyết định của Thủ tướng Chính phủ năm 2006. Từ ngày 1/6/2022, ông nghỉ hưu.